# Tammi Terrell
Tammi Terrell (nascida como Thomasina Winifred Montgomery) (29 de abril de 1945 – 16 de março de 1970) foi uma cantora de soul norte-americana, mais conhecida pelos seus trabalhos desenvolvidos na Motown e por seus duetos com Marvin Gaye. Ainda adolescente, ela gravou para aos selos Scepter Records/Wand Records, Try Me Records e Checker Records. Ela assinou com a Motown em 1965 e experimentou um modesto sucesso como cantora solo. A partir do momento em que ela passou a trabalhar com Gaye, em 1967, sua carreira decolou, mas naquele mesmo ano cairia, quando Terrell desmaiou sobre os braços de Gaye durante uma performance. Foi então diagnosticado um tumor cerebral, que a levou a morte aos 24 anos.

## Biografia

### Início
Filha do político Thomas Montgomery e da atriz Jennie Montgomery, Tammi nasceu em 29 de abril de 1945 na Filadélfia. Sua primeira oportunidade de executar seu canto em público foi - como ocorreu com muitos artistas negros de sua geração - no coral da igreja freqüentada por sua família. Desde cedo, "Tommie" (como era conhecida na família) queria estar no campo musical, tendo lições de voz, piano e dança antes dela atingir à adolescência. Aos 11 anos, ela venceu sua primeira competição de talentos e, aos 13, ela iniciou sua carreira, fazendo regularmente performances ao vivo, geralmente abrindo shows para artistas bem estabelecidos do R&B, como Gary "U.S." Bonds e Patti LaBelle.
Seu talento musical acabou atraindo o interesse do produtor Luther Dixon, dono do selo nova-iorquino Scepter (mais tarde rebatizado de Wand). No começo da década de sessenta, Tammi assinou contrato com a gravadora. Seu single de estréia foi "If You See Bill"/"It's Mine", lançado pela Scepter em 1961 com o nome "Tammy Montgomery" - a mudança em seu primeiro nome ("Tammy" com "y") foi inspirada em uma popular canção de Debbie Reynolds. No começo de 1962. foi lançado seu segundo single, "The Voice of Experience"/"I Want'cha To Be Sure". Embora os dois singles não causassem impacto nas paradas musicais norte-americanas, Tammi experimentava certa popularidade, especialmente conquistada em suas performances ao vivo.

### James Brown
Outro que ficou seduzido pelo talento da cantora foi o ícone James Brown. Após assistir a uma performance no Tan Playhouse, na Filadélfia, James convenceu Tammi a assinar com sua gravadora, a Try Me. Brown assumiu as funções de produção do terceiro single de Tammi, "I Cried"/"If You Don't Think" (1963), ao mesmo tempo em que a colocou como vocal backing em sua banda. Passando nove meses em turnê com Brown, Tammi acabou se envolvendo afetivamente com o cantor - fato descoberto após ser noticiado a intervenção dos pais de Tammi e o fim do namoro.
Em 1964, foi lançado o single "If I Would Marry You"/"This Time Tommorrow", o último single em que a cantora usou o sobrenome de família "Montgomery" e o primeiro na nova gravadora, a Checker. Ainda sem conseguir algum sucesso, Tammi começou a pensar em opções de fora da carreira na música - chegando a se inscrever no curso de medicina da Universidade da Pensilvânia.

### Motown
Entretanto, Tammi nunca abandonara inteiramente a ideia de seguir a carreira de artista. Em 1965, durante uma apresentação ao vivo com a banda de Jerry Butler, a cantora chamou a atenção de Berry Gordy Jr. dono da Motown. Antes do final daquele ano, ela tornou-se parte do elenco da gravadora.
Gordy sugeriu que Tammi mudasse sua aparência e mudasse seu nome artístico para "Tammi Terrell". Para ele, o futuro da cantora estava ameaçado como "Tammy Montgomery", depois da cantora gravar uma série de singles sob este nome nos dois anos seguintes -"I Can't Believe You Love Me", "Come On And See Me", "This Old Heart Of Mine", "Tears At The End Of A Love Affair" -, que não passaram do Top 40 R&B da Billboard.

### Marvin Gaye
Finalmente em 1967, a carreira de Tammi Terrell decolou, quando ela foi convidada a substituir Kim Weston, parceira de Marvin Gaye. Escrito pela dupla Ashford e Simpson, Marvin e Tammi gravaram "Ain't No Mountain High Enough", canção que se tornou um sucesso imediato, tal como o LP dueto "United".
Entre 1967 e 1969, foram lançados vários duos de Marvin e Tammi, entre os quais os sucessos "Your Precious Love", "If I Could Build My Whole World Around You", "Ain't Nothing Like the Real Thing" e "You're All I Need to Get By", além dos LPs "You're All I Need" (1968) e "Easy" (1969).
Entretanto, tão logo ela tenha encontrado o sucesso, esse acabou sendo ofuscado pelas complicações em sua saúde. A cantora vinha passando por persistentes enxaquecas que finalmente resultariam em um colapso durante uma apresentação com Gaye, em 14 de outubro de 1967, no Hampden-Sydney College, na Virginia, quando a Tammi desabou sobre os braços de Marvin. Exames subseqüentes revelaram a presença de um tumor cerebral maligno. A partir de então sua saúde deteriorou.
Embora a doença tenha colocado fim a suas performances ao vivo, Tammi continuou gravando com Gaye e também como cantora solo ("Irresistible", de 1968) até o momento em que não tivesse mais condições físicas. No último álbum da dupla Gaye/Terrell, Easy, a maior parte dos vocais femininos foi gravada pela produtora Valerie Simpson - embora tivessem sido creditadas a Tammi. A incapacidade de Terrell para gravar e sua substituição por Simpson foi revelada pelo próprio Gaye ao seu biógrafo David Ritz. Mas em um livro escrito por Ludie Montgomery, irmã de Terrell, Simpson é citada negando esta versão.
A jovem Tammi Terrell passou por oito operações malsucedidas antes do tumor tirar sua vida em 16 de março de 1970, aos 24 anos. Devastado pela perda de sua parceira musical, Gaye mergulhou em um auto-isolamento, abandonando a carreira musical. Ele passou um ano fora dos estúdio de gravação e só voltou a se apresentar ao vivo dois anos depois, em 1972. O cantor só voltaria a gravar em 1971, quando foi lançado "What's Going On", um trabalho introspectivo e contido que tratava de temas maduros - e que em parte foi uma reação a morte de Terrell.

## Discografia

### Álbuns
- 1967: The Early Show (Lado A Tammi Terrell, Lado B Chuck Jackson)
- 1967: United (Marvin Gaye e Tammi Terrell)
- 1968: You're All I Need (seis das 12 faixas do LP são duetos, e outras seis são gravações solo de Tammi as quais foram adicionados posteriormente os vocais de Marvin)
- 1969: Irresistible
- 1969: Easy (Marvin Gaye e Tammi Terrell)
- 1970: Marvin Gaye e Tammi Terrell's Greatest Hits (póstumo)
- 2001: The Complete Duets (compilação dos LPs United, You're All I Need e Easy) (póstumo)
- 2001: The Essential Collection  (póstumo)

### Singles
- 1963: "I Cried" (as Tammi Montgomery) #99 US
- 1966: "I Can't Believe You Love Me" (H Fuqua, J Bristol) #72 US
- 1966: "Come On and See Me" (H Fuqua, J Bristol) #80 US
- 1967: "What a Good Man He Is" (Wm Robinson, A Clevelend)
- 1967: "Ain't No Mountain High Enough" #19 US
- 1967: "Your Precious Love" #5 US
- 1967: "If I Could Build My Whole World Around You" #10 US, #41 UK
- 1968: "If This World Were Mine" #68 US
- 1968: "Ain't Nothing Like the Real Thing" #8 US, #34 UK
- 1968: "You're All I Need to Get By" #7 US, #19 UK
- 1968: "Keep On Lovin' Me Honey" #24 US
- 1969: "You Ain't Livin' Till You're Lovin'" #21 UK
- 1969: "Good Lovin' Ain't Easy to Come By"* #30 US, #26 UK
- 1969: "What You Gave Me"* #49 US
- 1969: "The Onion Song"* #50 US, #9 UK
- 1969: "This Old Heart Of Mine (Is Weak For You)" (B Holland, L Dozier, E Holland, S Moy) #67 US
- 1970: "California Soul"* #56 US

(* - creditada a Tammi Terrell, mas supostamente cantada por Valerie Simpson - veja acima)